# Emīlija Benjamiņa

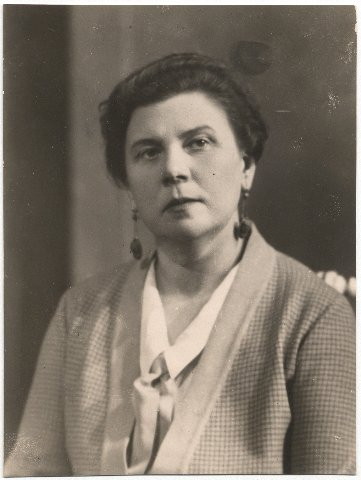
Emīlija Benjamiņa (1920er Jahre)

Emīlija Benjamiņa (* 10. September 1881 in Riga, Gouvernement Livland; † 23. September 1941 in Solikamsk) war eine lettische Journalistin und Herausgeberin.

## Biografie
Sie besuchte eine Handelsschule und begann mit 17 Jahren damit, Anzeigen für das deutschsprachige Rigaer Tagesblatt zu akquirieren. Sie verfasste auch Theaterkritiken und andere Texte. 1904 lernte sie ihren zukünftigen Ehemann, den Redakteur Antons Benjamiņ, kennen. Die beiden leiteten schließlich das operative Geschäft der Zeitung. Emīlija wurde die Herausgeberin. 1911 gründeten sie ihre eigene Zeitung, Jaunākās ziņas (Neuste Nachrichten). Sie war nach Jahrhunderten deutsch-baltischer kultureller und politischer Dominanz die erste große lettischsprachige Zeitung des Landes. Benjamiņa brachte wichtige lettische Journalisten, Literaten und Gelehrte, wie Jānis Endzelīns, in die Redaktion.
Im Ersten Weltkrieg veröffentlichte die Zeitung kostenlose Vermisstenanzeigen. Vor Beginn des Krieges hatte die Zeitung neue Druckmaschinen aus Deutschland beschafft. Die Rechnung wurde im Krieg nicht bezahlt und der Lieferant ging nach dem Krieg in Konkurs. Die Benjamiņs gründeten weitere Zeitungen und Zeitschriften und das Paar beherrschte ab Mitte der 1920er Jahre nahezu uneingeschränkt den lettischen Pressemarkt. Die Familienzeitschrift Atpūta (Freizeit) erschien pro Ausgabe mit bis zu 200.000 Exemplaren. Das Unternehmerpaar besaß auch mehrere Immobilien, Schreibwarenläden, eine Buchbinderei und Fabriken für Druckfarbe und Zinn.
Benjamiņa war Mitglied in mehreren Organisationen. Unter anderem war sie Leiterin der Jūrmala Hilfs- und Wohlfahrtsgesellschaft, Leiterin der Spendensammlungskommission des Rigaer Stadtbeihilfeausschusses und Vorsitzende des Frauenkomitees der Lettisch-Schwedischen Vereinigung für Völkerannäherung. 1928 kauften die Benjamiņs das größte Privathaus Rigas in der Krišjānis-Barons-Straße. Darin fand jährlich ein Presseball statt und es wurden dort wichtige politische Entscheidungen besprochen. Die wohlwollende Berichterstattung des faktisch existierenden Pressemonopols wurde genutzt, um in der Bevölkerung politische Mehrheiten zu gewinnen. 1938 ließ Benjamiņa in Jūrmala ein Sommerhaus bauen.
Die letzte Ausgabe der Jaunākās ziņas erschien am 9. August 1940. Nach dem Einmarsch der Roten Armee wurde das Verlagshaus enteignet und verstaatlicht. Vilis Lācis, ein ehemaliger Journalist von Benjamiņas Verlagshaus, der im sowjetisch besetzten Lettland zum Innenminister wurde, befahl ihre Verhaftung, die am 17. Juni 1941 stattfand. Sie wurde zusammen mit anderen Mitgliedern der lettischen Intelligenzija, Politikern und anderen Bürgern der Stadt in einem Zug mit Viehwaggons nach Sibirien deportiert, wo sie an Hunger und Erschöpfung starb.
Benjamiņas Sommerhaus in Jūrmala wurde bis in die frühen 1990er Jahre für Staatsbesuche benutzt und befindet sich heute im Privatbesitz der Familie. 2021 wurde der mehrteilige Spielfilm Emīlija. Latvijas preses karaliene (Emīlija. Königin der lettischen Presse) veröffentlicht.

## Auszeichnungen
- Drei-Sterne-Orden IV. Klasse (1932)[1]
- Goldmedaille 1. Klasse des Wasaordens (1935)[1]
- Drei-Sterne-Orden III. Klasse (1937)[1]